# Fermentazione omolattica
La fermentazione omolattica è, insieme alla fermentazione alcolica, un processo per il rifornimento anaerobico di NAD+ nelle cellule.

## Caratteristiche
Affinché la glicolisi possa continuare, il NAD+, presente nelle cellule in quantità limitata, deve essere riciclato dopo la sua riduzione a NADH da parte della gliceraldeide-3-fosfato deidrogenasi (GAPDH). In presenza di ossigeno, gli equivalenti riducenti del NADH sono passati nei mitocondri per la riossidazione. 
In condizioni anaerobiche, d'altro canto, il NAD+ viene rigenerato mediante la riduzione del piruvato. Questa operazione può essere svolta sia mediante la fermentazione alcolica sia mediante la fermentazione omolattica.

## Funzionamento
Nei muscoli, particolarmente durante un'intensa attività fisica quando la domanda di ATP è elevata e l'ossigeno è scarso, la lattato deidrogenasi (LDH) catalizza l'ossidazione del NADH da parte del piruvato a dare NAD+ e lattato. Questa reazione è spesso classificata come l'undicesima reazione della glicolisi: la lattato deidrogenasi, come gli altri enzimi NAD+ -dipendenti, catalizza la reazione con assoluta stereospecificità: l'idrogeno pro-R del C4 del NADH viene stereospecificatamente trasferito alla faccia re del C2 del piruvato a dare L-lattato (o S-lattato). Questa reazione rigenera il NAD+ che può ripartecipare alla reazione glicolitica catalizzata dalla GAPDH. 
I mammiferi possiedono due differenti tipi di subunità della LDH, la subunità M e la H, che insieme formano cinque isozimi tetramerici: M4, M3H, M2H2, MH3 e H4.
Sebbene queste forme ibride siano presenti nella maggior parte dei tessuti, le subunità H predominano nei tessuti aerobici come il muscolo cardiaco, mentre le subunità M nei tessuti che sono soggetti a condizioni anaerobiche quali il muscolo scheletrico e il fegato. La LDH H4 ha un basso valore di km per il piruvato ed è inibita allostericamente da alti livelli di questo metabolita, mentre l'isozima M4 ha un alto valore di km per il piruvato e non viene da esso inibita. Gli altri isoenzimi hanno proprietà intermedie che variano con il rapporto dei due tipi di subunità. È stato quindi proposto, sebbene non senza disaccordo, che la LDH di tipo H è meglio adatta a catalizzare l'ossidazione del lattato a piruvato, mentre la LDH di tipo M è meglio adatta a catalizzare la reazione inversa.
La struttura cristallografica ai raggi X della LDH H4 di suino in complesso con S-lac-NAD+ (un analogo bisubstrato dove l'atomo C3 del lattato è covalentemente legato all'atomo C4 dell'anello nicotinammidico del NAD+) è stata determinata da Michael Rossmann. Sulla base di questa struttura e delle prove enzimologiche, Rossmann propose il seguente meccanismo per la riduzione del piruvato da parte della lattato deidrogenasi: l'idruro pro-R è trasferito dal C4 dell'anello nicotinammidico del NADH al C2 del piruvato con il concomitante trasferimento di un protone dalla porzione imidazolica dell'His195  all'O2 del piruvato, dando NAD+ e lattato.
Il trasferimento del protone è facilitato dalle interazioni repulsive con la catena laterale carica positivamente dell'Arg109. Queste interazioni servono anche ad orientare i